# Tromba di Torricelli
La tromba di Torricelli è un solido ottenuto dalla rivoluzione intorno all'asse {\displaystyle x} della curva di equazione {\displaystyle y={\frac {1}{x}}} nell'intervallo {\displaystyle [1,+\infty )}.
Questo solido ha la particolarità di avere volume finito, ma area infinita. Il solido viene anche chiamato tromba di Gabriele, in riferimento all'arcangelo Gabriele, l'angelo che, secondo tradizione, soffierà nel corno per annunciare l'apocalisse, associando il divino (e quindi l'infinito) al finito. Le proprietà di questo solido furono studiate per la prima volta dal fisico e matematico italiano Evangelista Torricelli nel XVII secolo.

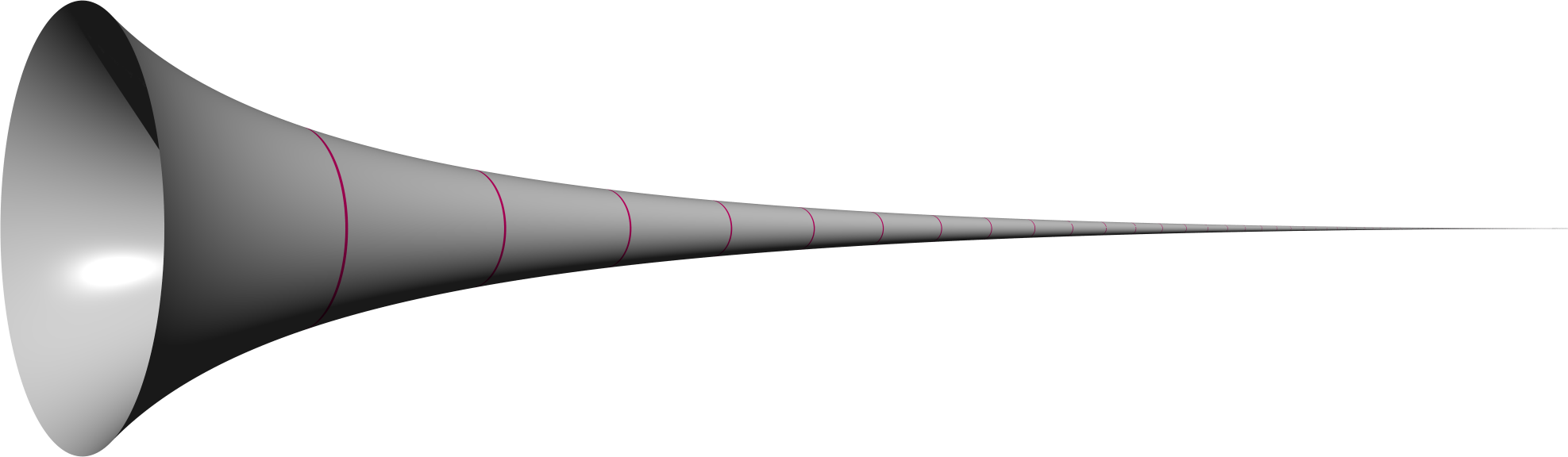
Visualizzazione della superficie della Tromba di Gabriele

## Costruzione matematica
La tromba di Torricelli è la forma del grafico della funzione {\displaystyle x\mapsto {\frac {1}{x}}}, nel dominio {\displaystyle x\geq 1} (che esclude l'asintoto per x = 0), che viene ruotata in tre dimensioni rispetto all'asse x.
La sua scoperta avvenne tramite il metodo degli indivisibili, prima dell'invenzione del calcolo matematico, che tuttavia può oggi essere applicato per determinare area {\displaystyle A} e volume {\displaystyle V} della superficie per x = 1 e per x = a, dove a > 1. 
{\displaystyle V=\pi \int \limits _{1}^{a}\left({\frac {1}{x}}\right)^{2}\mathrm {d} x=\pi \left(1-{\frac {1}{a}}\right)}
{\displaystyle A=2\pi \int \limits _{1}^{a}{\frac {1}{x}}{\sqrt {1+\left(-{\frac {1}{x^{2}}}\right)^{2}}}\mathrm {d} x>2\pi \int \limits _{1}^{a}{\frac {\mathrm {d} x}{x}}=2\pi \ln(a).}
{\displaystyle a} può essere grande a piacere, ma l'equazione mostra chiaramente che  il volume ricompreso tra {\displaystyle x=1} e {\displaystyle x=a} non sarà mai più grande di {\displaystyle \pi }; tuttavia esso tenderà ad essere tanto più prossimo al valore di {\displaystyle \pi } quanto più {\displaystyle a} è grande (tende ad infinito). Usando il calcolo dei limiti possiamo pertanto scrivere:
{\displaystyle \lim _{a\to \infty }V=\lim _{a\to \infty }\pi \left(1-{\frac {1}{a}}\right)=\pi \cdot \lim _{a\to \infty }\left(1-{\frac {1}{a}}\right)=\pi .}
La relazione precedente fornisce un limite inferiore per la superficie pari a {\displaystyle 2\pi } volte il logaritmo naturale di {\displaystyle a}. Invece, non esiste limite superiore per il logaritmo naturale di {\displaystyle a}, per {\displaystyle a} che tende ad infinito. Cosa che, nel caso in esame, equivale a dire che la tromba possiede una superficie infinita. In simboli:
{\displaystyle \lim _{a\to \infty }A\geq \lim _{a\to \infty }2\pi \ln(a)=\infty .}

## Spiegazione
La spiegazione di questo paradosso è relativa alla dimensione delle grandezze coinvolte nei calcoli. La dimensione della lunghezza è 1, area 2 e volume 3 (m, m2, m3).
Quando calcoliamo l'area della superficie di un solido di rotazione, supponiamo che il risultato sia composto di piccole strisce di quantità unidimensionale - "anelli" i cui raggi sono uguali all'altezza del solido in un punto dato. Quando queste vengono integrate (e quindi sommate tra loro) il risultato è una quantità bidimensionale: l'area della superficie. Similarmente, per misurare il volume di questo solido di rotazione si sommano al totale tutti gli anelli (il cui raggio è, di volta in volta, l'altezza del solido); il risultato è una grandezza tridimensionale (volume).
Il paradosso sorge in quanto la lunghezza degli "anelli", che viene sommata per ottenere l'area della superficie, è di una dimensione minore (1 vs 2) dei vari "dischi" che vengono usati per trovare il volume.
Grazie alle formule di integrazione possiamo calcolare l'area e il volume del solido di rotazione:
{\displaystyle {\text{Area}}=\int _{1}^{\infty }2\pi y{\sqrt {1+y'^{2}}}dx\geq }
{\displaystyle \geq 2\pi \int _{1}^{\infty }ydx=}
{\displaystyle =2\pi \int _{1}^{\infty }{\frac {1}{x}}dx=}
{\displaystyle =2\pi \cdot \lim _{z\to +\infty }\left[ln(x)\right]_{x=1}^{z}=2\pi \cdot (\lim _{z\to +\infty }\ln {z}-\ln {1})=\infty }.
Per il volume usiamo la seguente formula:
{\displaystyle {\text{Volume}}=\pi \int _{a}^{b}f^{2}(x)\,dx\qquad }
{\displaystyle =\pi \int _{1}^{+\infty }{\frac {1}{x^{2}}}dx=}
{\displaystyle =\pi \left[-{\frac {1}{x}}\right]_{1}^{+\infty }=}
{\displaystyle =\pi \cdot [0-(-1)]=\pi }.
Essenzialmente, ciò significa che mentre {\displaystyle x} diventa sempre più grande, la grandezza numerica dei dischi bidimensionali che vengono aggiunti è sempre più piccola degli anelli unidimensionali, che diminuiscono così troppo velocemente per aumentare il volume ad una grandezza che sia superiore a pi greco. Quando integrato (come sopra), dovrebbe essere ovvio che il volume converge velocemente su pi greco.

## Inverso
Il fenomeno inverso della Tromba di Gabriele non è possibile. Non può esistere un solido di rotazione avente superficie finita e volume infinito.
Teorema
Sia {\displaystyle f:[1,\infty )\to [0,\infty )} una funzione continua e differenziabile.
Chiamiamo {\displaystyle S} il solido di rotazione  per il grafico della funzione {\displaystyle y=f(x)} rispetto all'asse {\displaystyle x}.
Se la superficie di {\displaystyle S} è finita, allora è finito anche il volume.
Dimostrazione
Dato che per ipotesi la superficie {\displaystyle A} è finita, si noti che il limite superiore:
{\displaystyle \lim _{t\to \infty }\sup _{x\geq t}f(x)^{2}~-~f(1)^{2}=\limsup _{t\to \infty }\int \limits _{1}^{t}(f(x)^{2})'\mathrm {d} x}
{\displaystyle \leq \int \limits _{1}^{\infty }{\Big |}(f(x)^{2})'{\Big |}\mathrm {d} x=\int \limits _{1}^{\infty }2f(x){\Big |}f'(x){\Big |}\mathrm {d} x}
{\displaystyle \leq \int \limits _{1}^{\infty }2f(x){\sqrt {1+f'(x)^{2}}}\mathrm {d} x}
{\displaystyle ={\frac {A}{\pi }}<\infty .}
Pertanto, esiste un {\displaystyle t_{0}} tale che l'estremo superiore {\displaystyle \sup\{f(x)\mid x\geq t_{0}\}} è finito.
Perciò,
{\displaystyle M=\sup\{f(x)\mid x\geq 1\}} è finito posto che {\displaystyle f} è una funzione continua, il che implica che
{\displaystyle f} è limitato nell'intervallo di valori {\displaystyle [1,\infty )}.
Infine, il volume:
{\displaystyle V=\int \limits _{1}^{\infty }f(x)\cdot \pi f(x)\mathrm {d} x\leq \int \limits _{1}^{\infty }{\frac {M}{2}}\cdot 2\pi f(x)\mathrm {d} x\leq {\frac {M}{2}}\cdot \int \limits _{1}^{\infty }2\pi f(x){\sqrt {1+f'(x)^{2}}}\mathrm {d} x}
{\displaystyle ={\frac {M}{2}}\cdot A.}
Pertanto:

se l'area {\displaystyle A} è finita, allora anche il volume {\displaystyle V} deve essere finito.